# Kostel svaté Markéty Antiochijské (Kopčany)
Kostel svaté Markéty Antiochijské, slovensky Kostol svätej Margity Antiochijskej, leží poblíž obce Kopčany v okrese Skalica v Trnavském kraji na Slovensku, necelý kilometr od řeky Moravy a hranice s Českem. Je to jediná dodnes stojící zachovaná architektonická památka pocházející z doby Velké Moravy.

## Historie

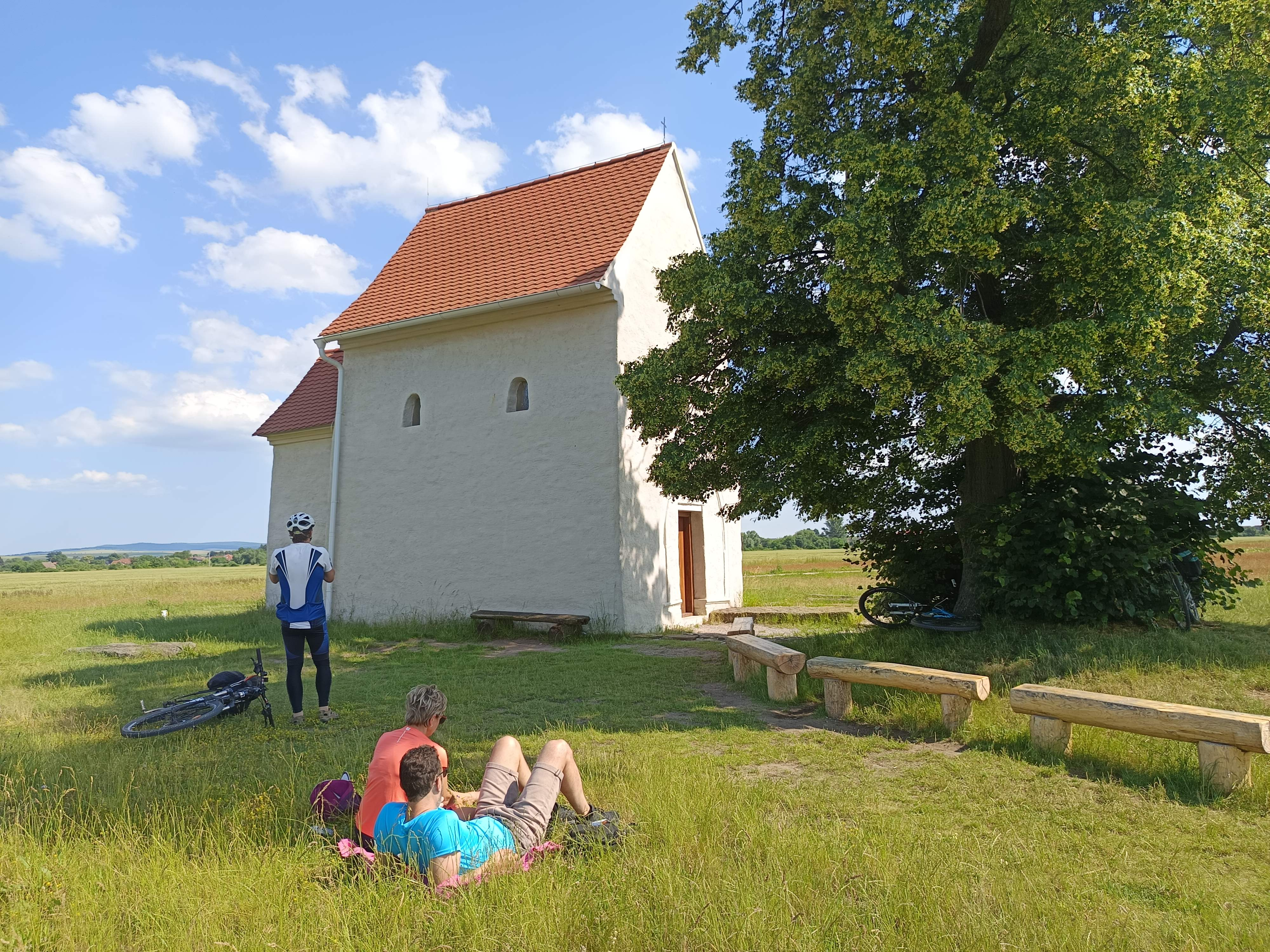
Kostel sv. Markéty

Kostel zasvěcený svaté Markétě pochází z 9. století, první zmínka o něm je z roku 1392. Vznikl jako součást velkomoravského hradiště Valy v Mikulčicích. Jeho postavení se datuje nejpozději do období vlády knížete Rostislava nebo Svatopluka I. V okolí kostela existovaly malé osady až do 13. století, kdy zaniklo původní velkomoravské hradiště a obyvatelé se začali postupně z těchto osad stěhovat – poslední z nich odešli přibližně v 16.–17. století. Kostel však sloužil dále až do 18. století, kdy byl postaven nový kostel přímo v samotných Kopčanech. Až do roku 1994 se zde konaly jen příležitostné bohoslužby při poutích, které souvisely s patronkou kostela. Ke kostelu patřil i přilehlý hřbitov, na kterém se pochovávalo až do přelomu 17. a 18. století a zachoval se až do 20. století.

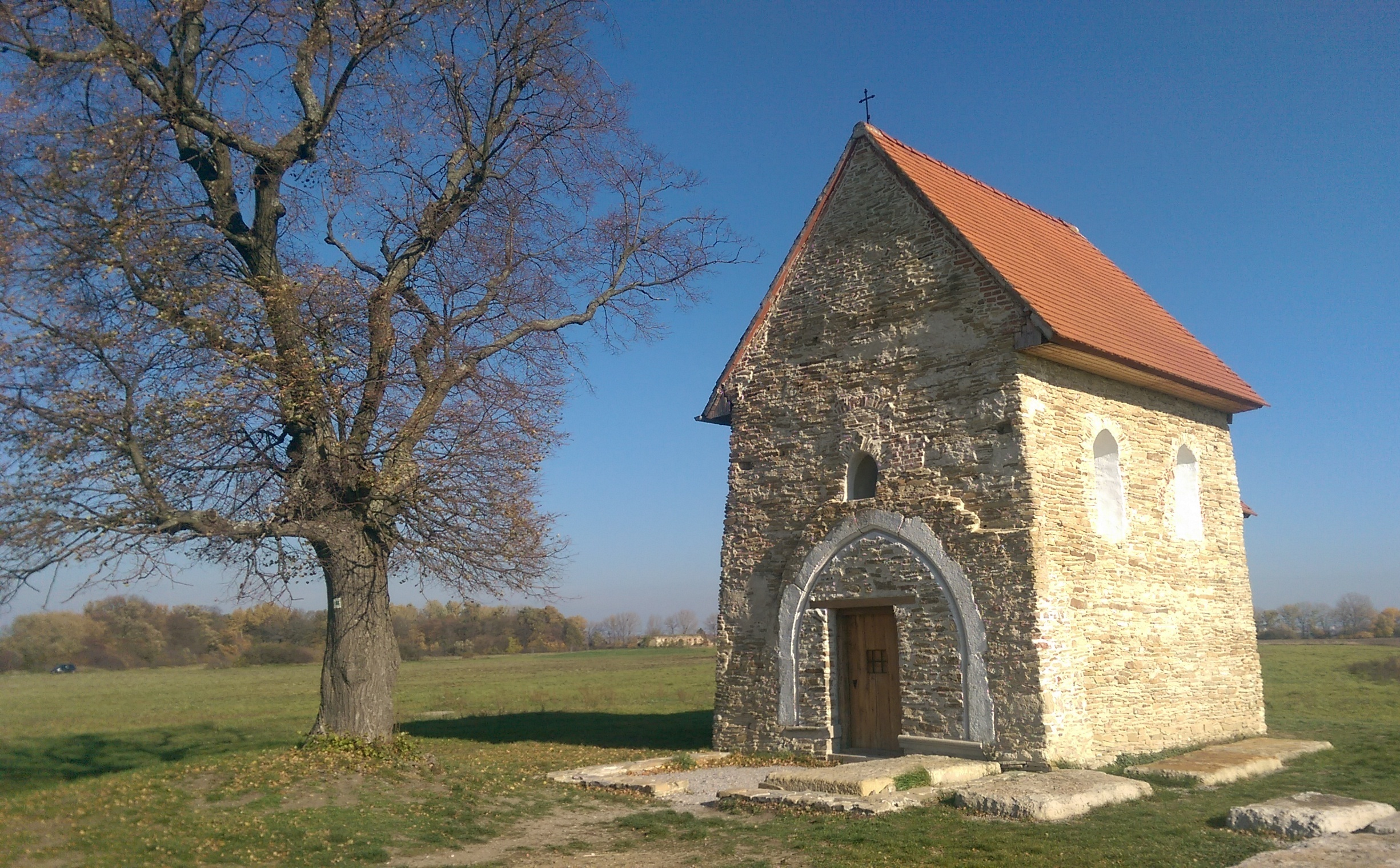
Kostel sv. Markéty

## Popis
Kostel je původní předrománská stavba, která byla ve 13. století upravená v gotickém stylu. Jde o jednolodní kostel s jednotlivými místnostmi seřazenými za sebou (předsíň – loď – presbyterium). Ve své době byl netypicky postaveným kostelem a dodnes je pro historiky záhadou. Obsahuje mnoho původních prvků a architektonických detailů, které jsou předmětem výzkumu (např. původní okenní otvory, povrchová úprava stěn, valená klenba v presbyteriu, znaky vyryté do kamene na fasádě).

## Současnost

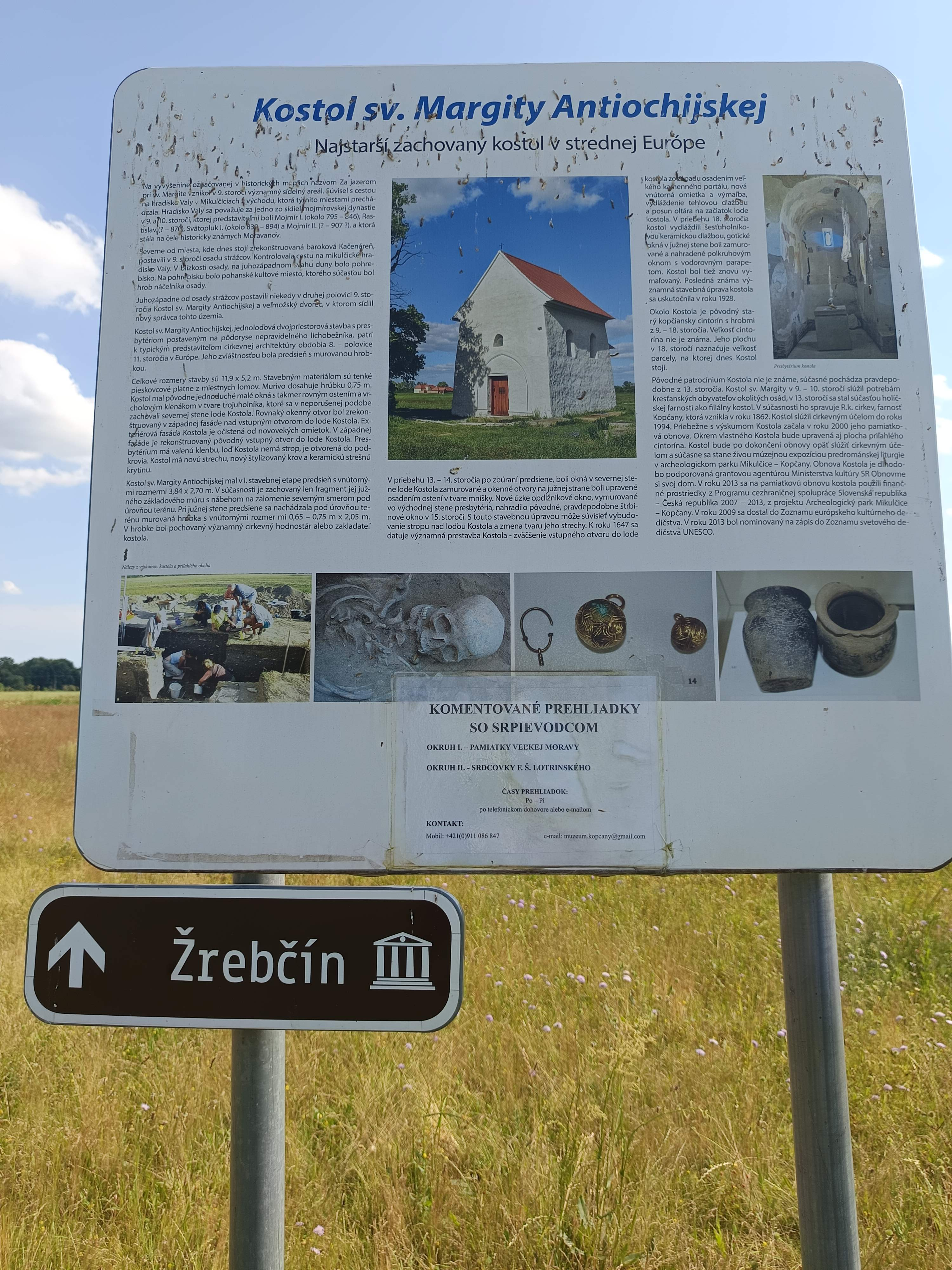
Kostel sv. Markéty

Prvotní archeologický výzkum kostela a jeho okolí začal v roce 1964. Na něj navazoval další výzkum, který začal v roce 1994. V době tohoto výzkumu se v roce 2004 našly tři hroby z období Velké Moravy, které pomohly blíže určit čas, kdy byl kostel postaven. Kromě toho se našly též šperky z tohoto období. Na základě těchto nálezů se usuzuje, že kostel byl postaven buď za vlády Rostislava I. (846–870) nebo jeho nástupce Svatopluka I. (870–894).
V současnosti se archeologický výzkum v Kopčanech zabývá rekonstrukcí historické krajiny a jejího osídlení, a to zejména v 9.–10. století. Samotný výzkum ztěžuje skutečnost, že kostel je jedinou dodnes stojící sakrální stavbou z období Velkomoravské říše, takže archeologové nemají tuto budovu s čím porovnávat. Podobné zachované stavby se však nacházejí v oblastech, které patřily v 8. a 9. století do Franské říše, resp. jinde v západní Evropě. V roce 1995 byl vyhlášen za národní kulturní památku.

## Památné stromy
U kostela jsou vysazeny dva památné stromy Kopčianska lipa a Lipa č. 99 vysazená u příležitosti 100. výročí založení Československa.

## Dostupnost
Kolem kostelíka vede modrá turistická trasa a cyklotrasa, pokračující přes Lávku Velké Moravy do Česka. Od parkoviště u slovanského hradiště Mikulčice je cesta dlouhá 3,5 km. Na slovenské straně je možnost odstavit auto necelý kilometr před kostelem, případně v Kopčanech.